# Eberhard Zorn

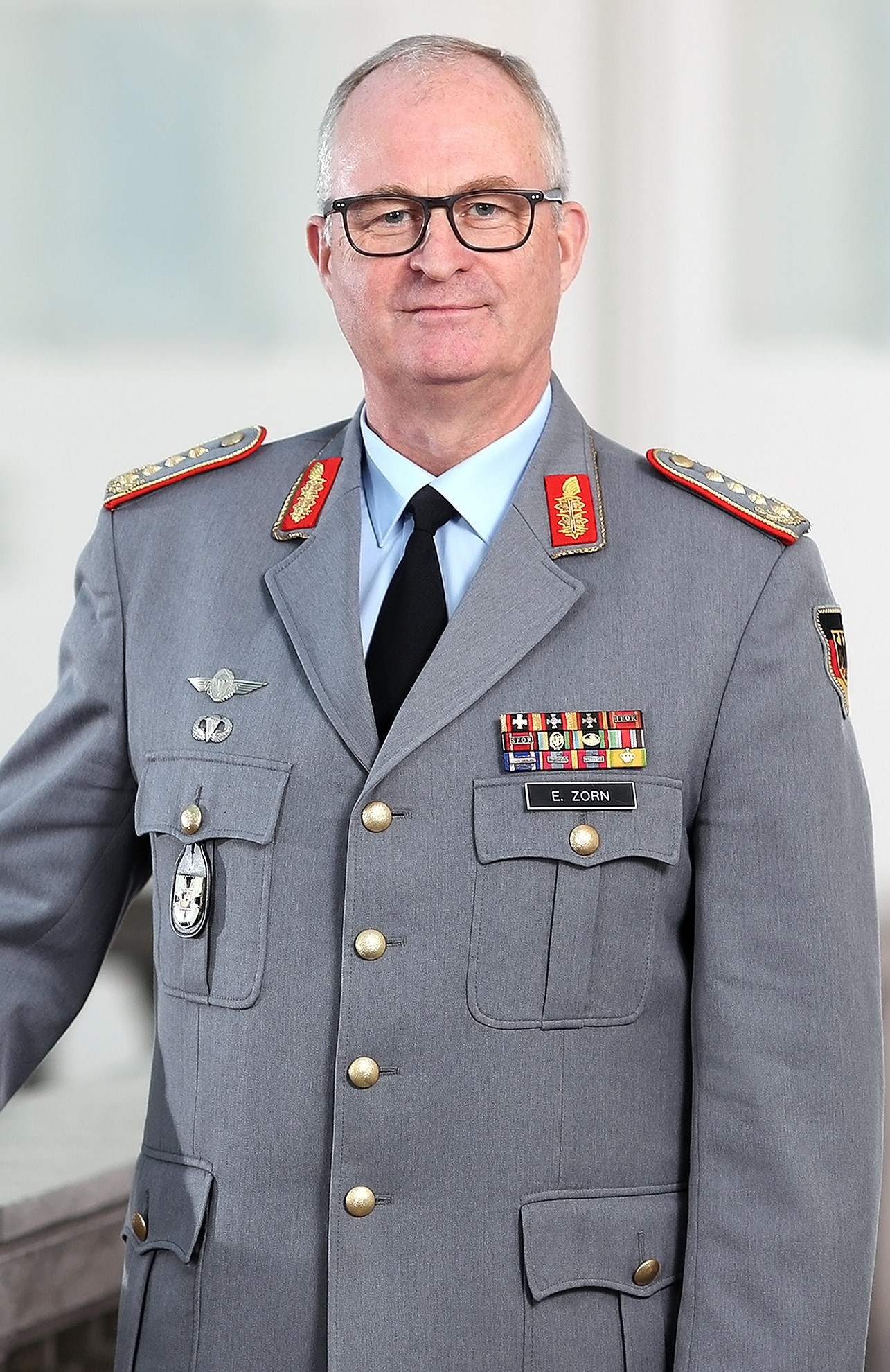
General Zorn als Generalinspekteur 2022

Eberhard Zorn (* 19. Februar 1960 in Saarbrücken) ist ein General a. D. des Heeres der Bundeswehr. Er war vom 19. April 2018 bis zum 16. März 2023 der 16. Generalinspekteur der Bundeswehr.

## Militärische Laufbahn

### Ausbildung und erste Verwendungen
Zorn trat am 1. Juli 1978 an der Artillerieschule in Idar-Oberstein in die Bundeswehr ein. Als Offizieranwärter durchlief er die Offizierausbildung zum Offizier des Truppendienstes der Artillerietruppe.
Zorn absolvierte ein Studium der Wirtschafts- und Organisationswissenschaften an der Hochschule der Bundeswehr Hamburg, das er als Diplom-Kaufmann abschloss. Von 1983 bis 1987 hatte Oberleutnant Zorn Verwendungen als Zugführer in einer Batterie und als Offizier für Militärisches Nachrichtenwesen (S 2) im Stab des Beobachtungsbataillons 103 in Pfullendorf. Unter Beförderung zum Hauptmann übernahm Zorn 1987 den Dienstposten des Batteriechefs der 3. Batterie des Beobachtungsbataillons 123 in Tauberbischofsheim. Drei Jahre später, 1990, erfolgte Zorns Versetzung in den Stab des übergeordneten Artillerieregiments 12 am selben Standort. Dort diente er ein Jahr lang als Feuerleit- sowie Operations- und Ausbildungsoffizier (S 3).

### Dienst als Stabsoffizier
Von 1991 bis 1993 wurde Zorn beim 34. Nationalen Generalstabslehrgang an der Führungsakademie der Bundeswehr in Hamburg zum Offizier im Generalstabsdienst ausgebildet. Er wurde mit der Beförderung zum Major nach Frankreich versetzt, wo er von 1993 bis 1995 in Paris den französischen Generalstabslehrgang (CSEM/CID) absolvierte.
Zurück in Deutschland wurde Zorn nach Regensburg versetzt und diente von 1995 bis 1997 im Stab des ein Jahr zuvor aufgestellten Kommandos Luftbewegliche Kräfte/4. Division, zuerst als Abteilungsleiter G 4 Logistik und schließlich als Abteilungsleiter G 3 Operationsführung unter dem Kommandeur Bernd Albert. Währenddessen war er im Auslandseinsatz als Abteilungsleiter G 4 im Stab des 1. Deutschen Heereskontingentes United Nations Protection Force/GECONIFOR(L) in Trogir (Kroatien) tätig.
Im Jahr 1997 wurde Zorn nach Koblenz zum Heeresführungskommando versetzt, in dem er bis 1999 als Personalstabsoffizier (G 1) unter dem  Chef des Stabes Axel Bürgener diente. Unter Beförderung zum Oberstleutnant übernahm er von 1999 bis 2001 das Kommando über das Feld- und später Panzerartilleriebataillon 295 in Immendingen. Während dieser Verwendung war Zorn im Auslandseinsatz der SFOR als G 3 und stellvertretender Abteilungsleiter im Stab der Multinationalen Division Südost in Mostar. Im Anschluss folgte die Versetzung in das Bundesministerium der Verteidigung (BMVg) nach Bonn, in dem er ein Jahr lang als Grundsatz-Referent in der Abteilung für Personal-, Sozial- und Zentralangelegenheiten (PSZ IV 4 Einzelpersonalangelegenheiten des militärischen Personals) diente. Er verblieb in dieser Abteilung, wechselte 2002 das Referat und diente bis 2004 als Personalreferent (PSZ I 4).
Im Jahre 2004 wurde Zorn erneut in das Heeresführungskommando versetzt und diente ein Jahr lang als Operationsstabsoffizier (G 3) und Gruppenleiter für Planung/Einsatz/Organisation unter dem Chef des Stabes Bruno Kasdorf und dem Befehlshaber Axel Bürgener. Unter Beförderung zum Oberst übernahm Zorn 2005 den Dienstposten des Abteilungsleiters G 3. Diese Abteilung leitete er bis 2007 unter Bruno Kasdorf und Manfred Hofmann.
Im Jahr 2007 wurde Zorn erneut nach Bonn versetzt, diesmal in den Führungsstab des Heeres. Dort diente er zwei Jahre als Referatsleiter für personelle Grundsatzangelegenheiten, Personalstruktur und Innere Führung (Fü H I 1) unter dem Chef des Stabes Werner Freers. Im Jahre 2009 übernahm er die Leitung des Referats für zentrale Aufgaben im BMVg/Führungsstab des Heeres (Fü H/Z).

### Dienst im Generalsrang
Am 14. Januar 2010 übernahm Zorn von Volker Bescht das Kommando über die Luftlandebrigade 26 in Saarlouis und wurde in dieser Verwendung kurze Zeit später zum Brigadegeneral ernannt. Dieses Kommando hatte er bis Ende Januar 2012 inne. Anschließend war er als Büroleiter des Generalinspekteurs der Bundeswehr im Bundesministerium der Verteidigung eingesetzt. Am 12. Juni 2014 wurde Zorn als Nachfolger von Jörg Vollmer Divisionskommandeur der Division Schnelle Kräfte und erhielt in dieser Verwendung die Beförderung zum Generalmajor. Zum 1. Oktober 2015 übernahm er das Amt des Abteilungsleiters für die Führung der Streitkräfte als Nachfolger von Heinrich Lange. Verbunden damit war die Beförderung zum Generalleutnant. Zum 1. August 2017 wurde Zorn als Nachfolger von Joachim Rühle Personalabteilungsleiter.

### Generalinspekteur
Zorn wurde am 19. April 2018 von der Bundesministerin der Verteidigung Ursula von der Leyen amtlich die Dienststellung des Generalinspekteurs der Bundeswehr übertragen; er wurde zugleich zum General befördert. Er folgte dem bisherigen Generalinspekteur Volker Wieker nach, der am 18. April 2018 in den Ruhestand verabschiedet wurde. Am 16. März 2023 wurde Zorn in den einstweiligen Ruhestand versetzt. Im Amt des Generalinspekteurs folgte ihm Carsten Breuer nach.

#### Positionen
Zorn forderte im September 2020 eine vollausgestattete Bundeswehr; bis zu diesem Ziel sei es noch ein Stück. In der Diskussion um die Bewaffnung künftiger Drohnen der Bundeswehr stellte Zorn 2021 klar, dass der Bedarf für eine bewaffnete Drohne aus seiner Sicht „unverändert gegeben“ sei. In den laufenden Auslandseinsätzen seien bewaffnete Drohnen notwendig, um die Handlungs- und Einsatzmöglichkeiten der Infanterie zu verbessern.
Zorn kritisierte die Fortsetzung des Bundeswehreinsatzes in Mali nach dem dortigen Militärputsch 2021. Dass die neue, nicht demokratisch legitimierte Regierung Malis mindestens fünf Jahre lang keine Wahlen abhalten wolle, sei ein „untragbarer Zustand“.
Vorab veröffentlichte Passagen eines Focus-Interviews im September 2022 zum Krieg zwischen Russland und der Ukraine lösten international Kritik aus, darunter von Ben Hodges, ehemaliger Oberkommandeur der US-Streitkräfte in Europa. Zorn hatte sich vorsichtig zu den Erfolgsaussichten des ukrainischen Gegenangriffs geäußert, er sehe allenfalls „Gegenstöße, mit denen man Orte oder einzelne Frontabschnitte zurückgewinnen, aber nicht Russland auf breiter Front zurückdrängen kann“. Er warnte außerdem davor, dass Russland in Europa einen weiteren Krieg vom Zaun brechen könnte und sprach sich gegen weitere Waffenlieferungen Deutschlands an die Ukraine aus. Hodges bezeichnete die Ausführungen Zorns auf Twitter „als atemberaubend dürftige Analyse“ der russischen Fähigkeiten, die stellvertretend für das Denken der deutschen Elite stünden.

## Privates
Zorn ist verheiratet mit Ehefrau Petra, sie haben zwei erwachsene Kinder.

## Auszeichnungen
- Ehrenkreuz der Bundeswehr in Bronze, Silber und Gold
- Einsatzmedaille der Bundeswehr für IFOR und SFOR
- UN-Medaille „Yugoslavia“
- NATO-Medaille „Former Yugoslavia“
- Fallschirmspringerabzeichen silber
- US-Fallschirmspringerabzeichen silber
- Deutsches Sportabzeichen in Gold (alte Ausführung)
- Rettungsschwimmabzeichen der Deutschen Lebens-Rettungs-Gesellschaft in Gold
- Médaille de la Défense nationale (französische Verteidigungsmedaille) mit den Spangen „Corps européen“ (geographisch) und „Artillerie“ (Tätigkeit)
- Viertagekreuz mit Krone, Marschauszeichnung (Nijmegen, Niederlande)
- Verdienstorden des Großherzogtums Luxemburg
- Großes Verdienstkreuz der Bundesrepublik Deutschland (2024)[14]